# کوآدرنی
کوآدرنی (به ایتالیایی: Quaderni) یک منطقهٔ مسکونی در ایتالیا است که در ویلافرانا دی ورونا واقع شده‌است. کوآدرنی ۱٬۶۱۸ نفر جمعیت دارد و ۵۵ متر بالاتر از سطح دریا واقع شده‌است.